# Margaret Ruthven Lang
Margaret Ruthven Lang, née le 27 novembre 1867 à Boston et morte le 29 mai 1972 dans la même ville, est une compositrice américaine.

## Biographie
Margaret Ruthven Lang est la première Américaine, avec Amy Beach, dont les symphonies sont jouées par des orchestres symphoniques de son pays : la Dramatic Overture de Lang, par l'Orchestre symphonique de Boston, en 1893 ; la Grand Mass in E flat de Beach, en 1892, par la Handel and Haydn Society ; et la Gaelic Symphony de Beach, en 1896, par le Boston Symphony.
Elle meurt à Boston le 29 mai 1972, six mois avant son 105e anniversaire.

## Galerie photographique

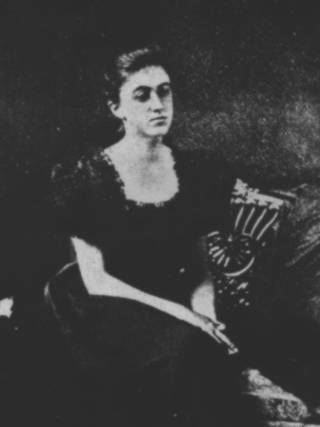
Margaret Ruthven Lang c. 1900.